# Butterfly (chanson de Danyel Gérard)
Pour les articles homonymes, voir Butterfly.
Singles de Danyel Gérard
Avec ces deux mains là
(1970) Le Petit Bandit
(1971)
Butterfly est une chanson du chanteur français Danyel Gérard. Elle est sortie en 1970 comme troisième extrait de son album Atmosphère. La chanson est enregistrée en français avec le mot anglais « butterfly » répété dans le refrain. Elle rencontre un grand succès dans plusieurs pays, atteignant notamment la première place des hit-parades en Allemagne de l'Ouest, en Autriche, au Danemark, en Suède et en Suisse. Butterfly s'est vendu à plus de sept millions d'exemplaires dans le monde.
Danyel Gérard a également enregistré la chanson en anglais et en allemand sous le même titre. La chanson est reprise par de nombreux autres musiciens, aussi bien en version instrumentale que vocale. Aux États-Unis, ce sont entre autres Eydie Gormé, Goldie Hawn et Eddy Arnold qui enregistrent une reprise de Butterfly.

## Contexte
En 1968, Danyel Gérard enregistre et sort en 45 tours le titre Hélas trois fois hélas. La mélodie de cette chanson — composée par Danyel Gérard et Vline Buggy — est légèrement modifiée en 1970 avec des paroles différentes et devient Butterfly (« papillon »), qui est le nom de l'amante dans la chanson. Elle est ensuite sortie en 45 tours et a été incluse dans son album Atmosphère.

## Accueil commercial
Dans les pays germanophones, Butterfly rencontre le plus grand succès, notamment en Allemagne de l'Ouest où la chanson est classée à la première place pendant quinze semaines au cours de l'été 1971. En Autriche et en Suisse elle s'est également classée à la première place pendant 4 et 6 semaines respectivement,.
Il a également atteint la deuxième place en Afrique du Sud et s'est classé pendant 12 semaines au Singles Chart britannique, atteignant la 11e place en octobre 1971. Butterfly étant la seule chanson classée de Danyel Gérard au Royaume-Uni et plusieurs autres pays a fait que la chanson est considérée comme un succès sans lendemain. Il en va de même aux États-Unis, où le single de Gérard atteint la 78e place du Billboard Hot 100. En Australie, Butterfly s'est classé à la 10e place du Kent Music Report et la 11e place du Go-Set National Top 40 en décembre 1971, avec une reprise de l'artiste local Matt Flinders (en) qui s'est classée à la 4e place dans le même classement un mois plus tard. En France, le succès est moins important qu'ailleurs en Europe, où elle atteint la 32e place des ventes.
En mai 1972, Butterfly s'est vendu à cinq millions d'exemplaires. En Allemagne, deux millions d'exemplaires ont été vendus, ce qui a valu à Gérard un disque d'or de la part de sa maison de disques,. Au total, Butterfly s'est écoulé à plus de sept millions d'exemplaires,.

## Liste des pistes
| A. | Butterfly               | 3:23 |
| B. | Le Petit Ours en pluche | 2:01 |

## Crédits
- Danyel Gérard – chant, paroles, musique
- Howard Barnes – paroles, musique
- Ralph Bernet – paroles, musique
- Claude Vallois – chef d'orchestre
- Hervé Roy – chef d'orchestre

## Classements
| Classement (1971–72)                    | Meilleure position |
| --------------------------------------- | ------------------ |
| Afrique du Sud (Springbok Top 20)       | 2                  |
| Allemagne de l'Ouest (Media Control)    | 1                  |
| Argentine (Escalera a la fama)          | 1                  |
| Australie (Kent Music Report)           | 10                 |
| Autriche (Ö3 Austria Top 40)            | 1                  |
| Belgique (Flandre Ultratop 50 Singles)  | 3                  |
| Belgique (Wallonie Ultratop 50 Singles) | 2                  |
| Brésil (IBOPE)                          | 5                  |
| Canada (Top Singles)                    | 68                 |
| Danemark (IFPI)                         | 1                  |
| Espagne (El Musical)                    | 2                  |
| États-Unis (Hot 100)                    | 78                 |
| États-Unis (Easy Listening)             | 20                 |
| États-Unis (Cash Box Top 100)           | 96                 |
| Finlande (Suomen virallinen lista)      | 7                  |
| France (IFOP)                           | 32                 |
| Guatemala (Billboard)                   | 3                  |
| Irlande (IRMA)                          | 5                  |
| Israël (IBA)                            | 8                  |
| Japon (Oricon)                          | 10                 |
| Mexique (Ortiz)                         | 2                  |
| Norvège (VG-lista)                      | 5                  |
| Nouvelle-Zélande (Listener)             | 7                  |
| Pays-Bas (Nederlandse Top 40)           | 2                  |
| Pays-Bas (Nationale Hitparade)          | 2                  |
| Québec (Palmarès francophone)           | 9                  |
| Rhodésie (Hits of the Week)             | 13                 |
| Royaume-Uni (UK Singles Chart)          | 11                 |
| Suède (Sverigetopplistan)               | 1                  |
| Suisse (Schweizer Hitparade)            | 1                  |

| Classement (1971)              | Position |
| ------------------------------ | -------- |
| Allemagne (Media Control)      | 1        |
| Autriche (Ö3 Austria Top 40)   | 15       |
| Belgique (Flandre Ultratop)    | 17       |
| Pays-Bas (Nederlandse Top 40)  | 19       |
| Pays-Bas (Nationale Hitparade) | 23       |
| Suisse (Schweizer Hitparade)   | 5        |